# Antônio Pinto de Oliveira
Antônio Pinto de Oliveira, primeiro barão de Santo Antônio (?,? - ?, 28/01/1884), foi um nobre brasileiro, e adepto da medicina homeopata, que exercia em volta de sua propriedade.
Foi casado com Balbina (ou Bárbara) Pereira Nunes, filha do comendador Inácio Pereira Nunes e de sua primeira esposa, Maria Luísa Delfina. Não deixou descendência de seu casamento.
No Almanak de 1857, Província, à Página 137, Antonio Pinto de Oliveira é citado como Negociante e Fazendeiro de Café, em 1857, em Paraíba do Sul. Faleceu em 28 de Janeiro de 1884, sem deixar descendentes. Era cunhado do barão de São Carlos e do barão do Rio do Ouro.